# Михайлово (Юровское муниципальное образование)
Михайлово — деревня в Грязовецком районе Вологодской области.
Входит в состав Юровского муниципального образования, с точки зрения административно-территориального деления — в Минькинский сельсовет.
Расстояние до районного центра Грязовца по автодороге — 43 км, до центра муниципального образования Юрово по прямой — 13 км. Ближайшие населённые пункты — Некрасово, Попово, Алферово, Фомское.
По данным переписи в 2002 году постоянного населения не было.